# Deutsche Nationalbergamotte

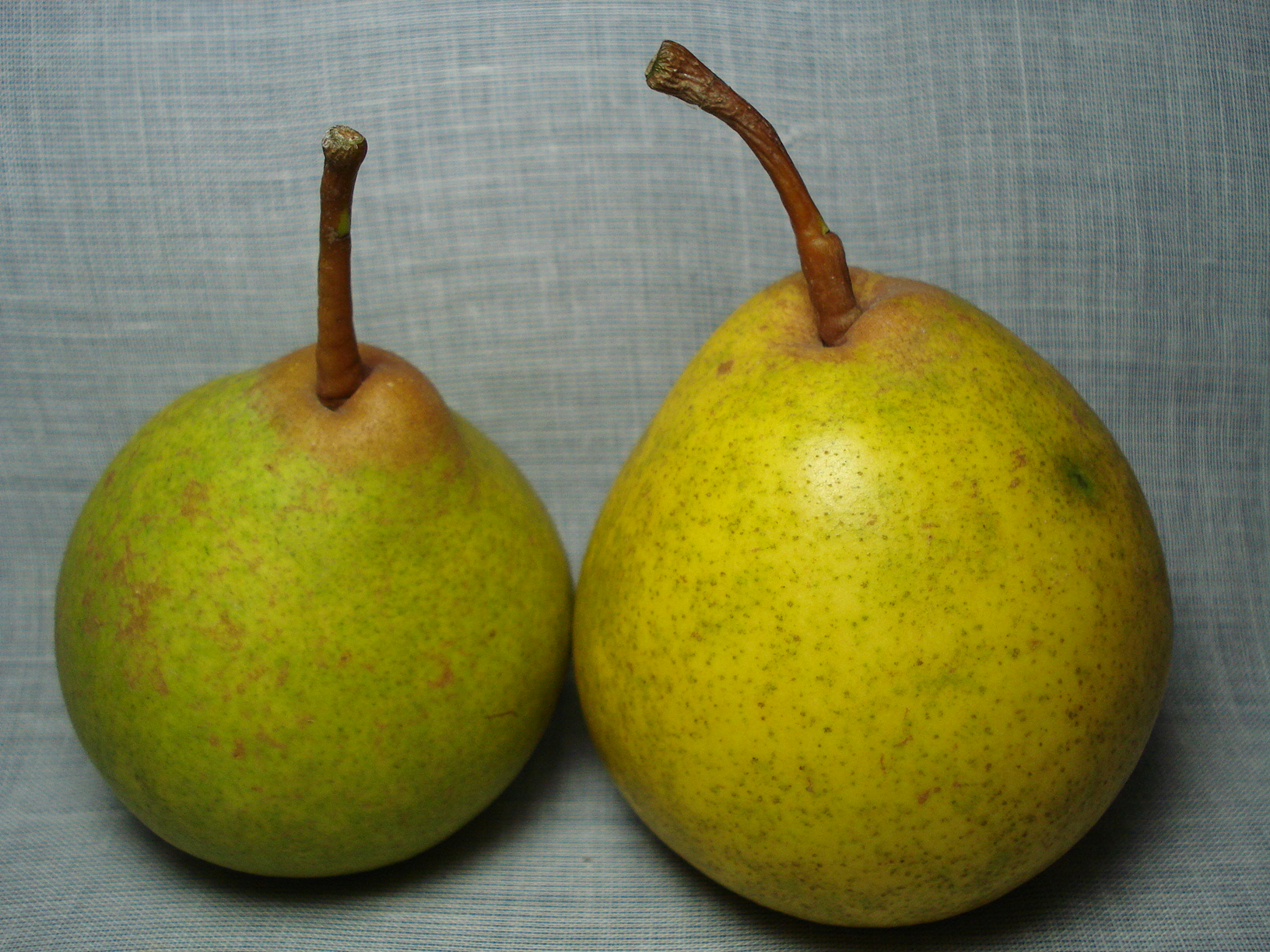
Frucht der Deutschen Nationalbergamotte

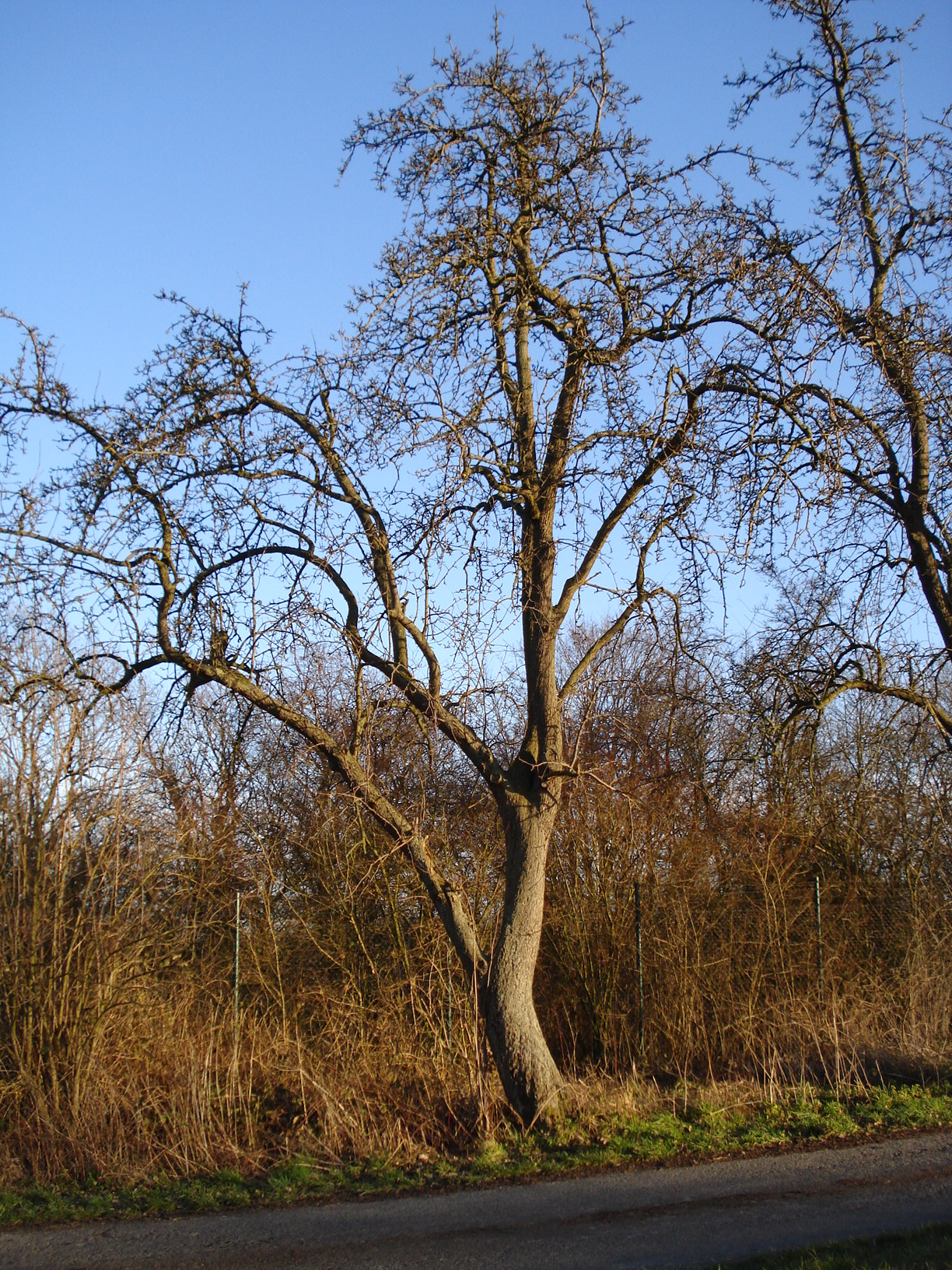
Habitus

Die Deutsche Nationalbergamotte oder auch „Nationalbergamotte“, „Belle sans Pépins“, „Belle et Bonne“ oder „Birne ohne Kerne“ gehört zu den Bergamotte-Birnen und zu den Herbstbirnen. Sie stammt vermutlich aus Frankreich, da diese dort schon 1802 bekannt war. Als eine Birnensorte, die wenig anspruchsvoll an Boden und Klima ist, wird die Deutsche Nationalbergamotte heute vor allem in Höhenlagen wie den Alpen und dem Schwarzwald angebaut.

## Beschreibung

### Baum
Der Baum wächst kräftig und bildet eine breitpyramidale Baumkrone. Die Jahrestriebe sind grünlich bis rötlich braun. Die Sorte gilt als sehr fruchtbar.

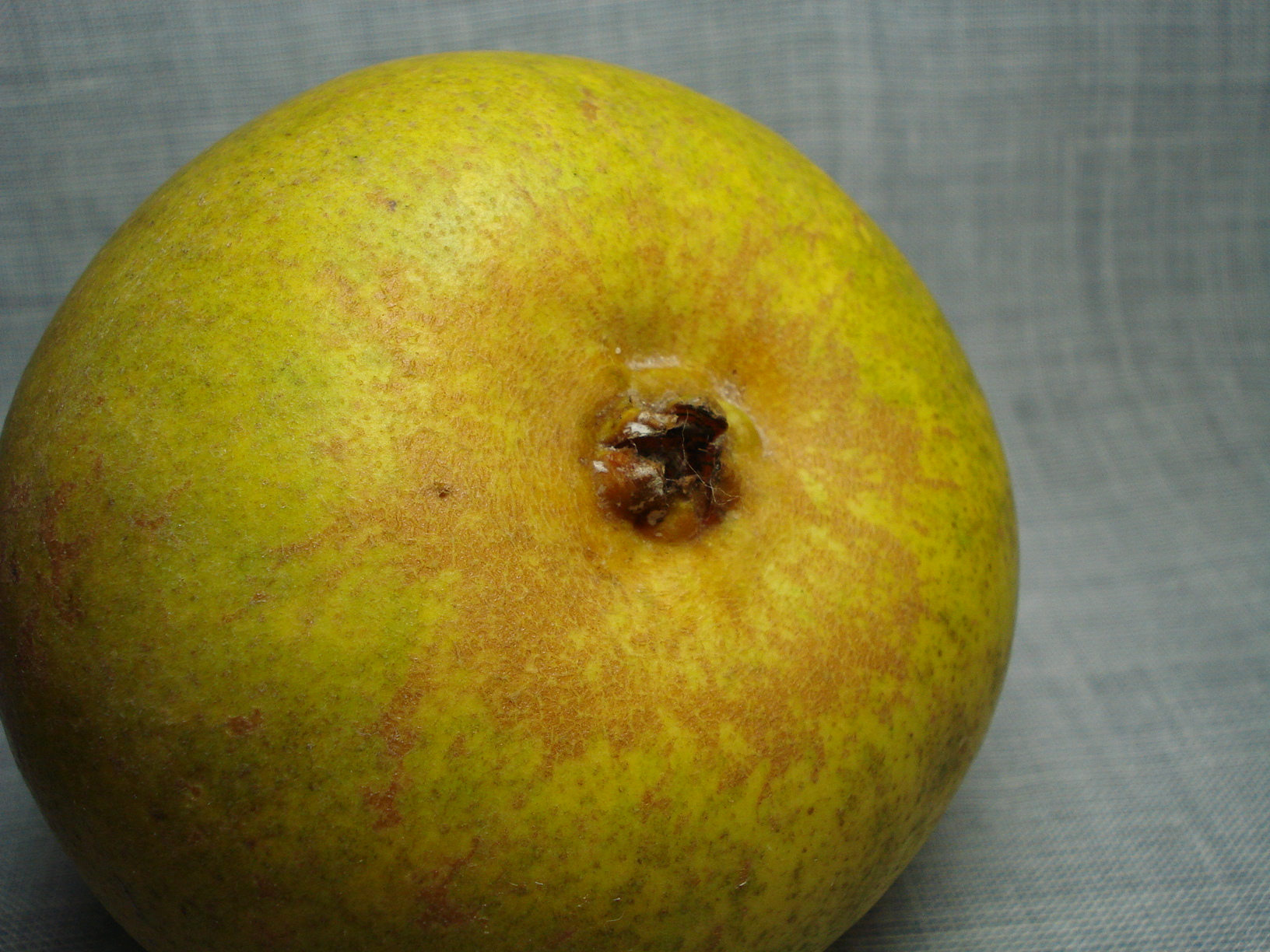
Typischer Kelch

### Frucht
Der Fruchtstiel ist mittellang bis lang und leicht gebogen. Die Frucht ist mittelgroß bis groß und rundlich apfelähnlich mit hellgrüner, bei Vollreife gelbgrüner Schale. Der Kelch ist klein, halboffen, mit kurzen hornartigen Kelchblättern. Eine Stielgrube ist vorhanden, sie ist leicht berostet. Die Reife setzt Anfang bis Mitte September ein, die Frucht ist etwa zwei bis drei Wochen haltbar. Das Fruchtfleisch ist gelblich-weiß, feinzellig und schmelzend, süß ohne viel Würze.

## Einzelbelege
1. 1 2   Hartmann (Hrsg.): Farbatlas alte Obstsorten, S. 192.